# Sondaje de opinie pentru alegerile prezidențiale din România, 2025
În pregătirea alegerilor prezidențiale din 2025, care au avut loc pe 4 mai (primul tur) și 18 mai (al doilea tur), diverse organizații de sondare a opiniei publice din România au realizat o serie de sondaje de opinie pentru a măsura și urmări intenția de vot în rândul electoratului. Rezultatele tuturor acestor sondaje de opinie sunt prezentate în tabelele anuale de mai jos.

## Turul II

#### Nicușor Dan vs. George Simion
| Realizator Sondaj            | Finanțator Sondaj            | Data                      | Eșantion                                 | Marja de eroare                          | Nicușor Dan Ind.                         | George Simion AUR                        | Indeciși                                 |        |            |  |        |        |  |
| Realizator Sondaj            | Finanțator Sondaj            | Data                      | Eșantion                                 | Marja de eroare                          | Rezultate Alegeri (Total)                | Rezultate Alegeri (Total)                | Indeciși                                 | 18 mai | 11.507.695 |  | 53,60% | 46,40% |  |
| Rezultate Alegeri (Țară)     | Rezultate Alegeri (Țară)     | 9.871.299                 |                                          | 55,16%                                   | 44,84%                                   |                                          |                                          | 18 mai |            |  |        |        |  |
| Rezultate Alegeri (Diaspora) | Rezultate Alegeri (Diaspora) | 1.633.396                 |                                          | 44,22%                                   | 55,78%                                   |                                          |                                          | 18 mai |            |  |        |        |  |
| ---------------------------- | ---------------------------- | ------------------------- | ---------------------------------------- | ---------------------------------------- | ---------------------------------------- | ---------------------------------------- | ---------------------------------------- | ------ | ---------- |  | ------ | ------ |  |
| Exit-Poll ARA                | N/A                          | 18 mai                    | N/A                                      | N/A                                      | 51,5%                                    | 48,5%                                    | N/A                                      |        |            |  |        |        |  |
| Exit-Poll Avangarde          | N/A                          | 18 mai                    | N/A                                      | N/A                                      | 54,2%                                    | 45,8%                                    | N/A                                      |        |            |  |        |        |  |
| Exit-Poll CURS               | N/A                          | 18 mai                    | N/A                                      | N/A                                      | 54%                                      | 46%                                      | N/A                                      |        |            |  |        |        |  |
| Sociopol                     | N/A                          | 18 mai                    | N/A                                      | N/A                                      | 50%                                      | 50%                                      | N/A                                      |        |            |  |        |        |  |
| INSCOP                       | N/A                          | 18 mai                    | N/A                                      | N/A                                      | 55,8%                                    | 44,2%                                    | N/A                                      |        |            |  |        |        |  |
| AtlasIntel                   | HotNews                      | 13–15 mai                 | 5.628                                    | ± 1%                                     | 48,7%                                    | 47,8%                                    | 3,5%                                     |        |            |  |        |        |  |
| Noi, Cetățenii               | autofinanțat                 | 11-15 mai                 | 1.460                                    | ± 2,56%                                  | 50,2%                                    | 48,7%                                    | 1,1%                                     |        |            |  |        |        |  |
| MKOR                         | autofinanțat                 | 8–14 mai                  | 3.357                                    | ± 1,7%                                   | 34,2%                                    | 32%                                      | 33,9%                                    |        |            |  |        |        |  |
| IRSOP                        | autofinanțat                 | 10–13 mai                 | 951                                      | ± 3,2%                                   | 52%                                      | 48%                                      | N/A                                      |        |            |  |        |        |  |
| Sociopol                     | România TV                   | 10–12 mai                 | 1.024                                    | N/A                                      | 47%                                      | 53%                                      | N/A                                      |        |            |  |        |        |  |
| AtlasIntel                   | HotNews                      | 9–12 mai                  | 3.995                                    | ± 2%                                     | 48,2%                                    | 48,2%                                    | 3,6%                                     |        |            |  |        |        |  |
| CURS                         | N/A                          | 8–11 mai                  | 3.042                                    | ± 1,8%                                   | 48%                                      | 52%                                      | N/A                                      |        |            |  |        |        |  |
| Verifield                    | Nicușor Dan                  | 6 mai                     | 944                                      | ± 3,19%                                  | 45,2%                                    | 54,8%                                    | N/A                                      |        |            |  |        |        |  |
|                              |                              | 4 mai                     | S-a desfășurat primul tur al alegerilor. | S-a desfășurat primul tur al alegerilor. | S-a desfășurat primul tur al alegerilor. | S-a desfășurat primul tur al alegerilor. | S-a desfășurat primul tur al alegerilor. |        |            |  |        |        |  |
| AtlasIntel                   | HotNews                      | 1–3 mai                   | 4.250                                    | ± 2%                                     | 39,1%                                    | 38,6%                                    | 22,3%                                    |        |            |  |        |        |  |
| AtlasIntel                   | HotNews                      | 28 apr–1 mai              | 3.247                                    | ± 2%                                     | 40%                                      | 37%                                      | 23%                                      |        |            |  |        |        |  |
| Noi, Cetățenii               | autofinanțat                 | 24–30 aprilie             | 1.378                                    | ± 2,6%                                   | 55%                                      | 45%                                      | N/A                                      |        |            |  |        |        |  |
| AtlasIntel                   | HotNews                      | 17–22 aprilie             | 3.701                                    | ± 2%                                     | 42%                                      | 39%                                      | 19%                                      |        |            |  |        |        |  |
| AtlasIntel                   | HotNews                      | 10–13 aprilie             | 2.994                                    | ± 2%                                     | 40,7%                                    | 37,5%                                    | 21,8%                                    |        |            |  |        |        |  |
| ARA                          | Antena 3                     | 9–13 aprilie              | 1.115                                    | ± 3%                                     | 48%                                      | 52%                                      | N/A                                      |        |            |  |        |        |  |
| CURS                         | autofinanțat                 | 3–10 aprilie              | 1.214                                    | ± 2,8%                                   | 46%                                      | 54%                                      | N/A                                      |        |            |  |        |        |  |
| Noi, Cetățenii               | autofinanțat                 | 28 mar–8 apr              | 1.488                                    | ± 2,5%                                   | 60%                                      | 40%                                      | N/A                                      |        |            |  |        |        |  |
| FlashData                    | N/A                          | 3–5 aprilie               | 7.500                                    | ± 3,5%                                   | 58%                                      | 42%                                      | N/A                                      |        |            |  |        |        |  |
| Sociopol                     | România TV                   | 31 martie–4 aprilie       | 1.007                                    | ± 3,2%                                   | 47%                                      | 53%                                      | N/A                                      |        |            |  |        |        |  |
| MKOR                         | autofinanțat                 | 26–28 martie              | 1.500                                    | ± 2,5%                                   | 35%                                      | 31%                                      | 35%                                      |        |            |  |        |        |  |
| ARA                          | Antena 3                     | 18–25 martie              | 1.015                                    | ± 3%                                     | 34%                                      | 23%                                      | 40%                                      |        |            |  |        |        |  |
| Sociopol                     | România TV                   | 17–21 martie              | 1.003                                    | ± 3,2%                                   | 48%                                      | 52%                                      | N/A                                      |        |            |  |        |        |  |
| Sociopol                     | România TV                   | 17–18 martie              | 1.005                                    | ± 3,2%                                   | 48%                                      | 52%                                      | N/A                                      |        |            |  |        |        |  |
| AtlasIntel                   | HotNews                      | 13–15 martie              | 2.381                                    | ± 3%                                     | 42,1%                                    | 35,3%                                    | 22,6%                                    |        |            |  |        |        |  |
| Noi, Cetățenii               | autofinanțat                 | 23 dec. 2024–13 ian. 2025 | 1.067                                    | ± 3%                                     | 54%                                      | 46%                                      | N/A                                      |        |            |  |        |        |  |

## Turul I

### Sondaje de opinie cu candidați validați
| Realizator Sondaj            | Finanțator Sondaj            | Data                 | Eșantion                                                                      | Marja de eroare                                                               | George Simion AUR                                                             | Nicușor Dan Ind.                                                              | Crin Antonescu A.RO                                                           | Victor Ponta Ind.                                                             | Elena Lasconi USR                                                             | Lavinia Șandru PUSL                                                           | Daniel Funeriu Ind.                                                           | Alții                                                                         | Indeciși                                                                      |        |        |       |       |       |       |  |
| Realizator Sondaj            | Finanțator Sondaj            | Data                 | Eșantion                                                                      | Marja de eroare                                                               | Rezultate Alegeri (Total)                                                     | Rezultate Alegeri (Total)                                                     | 4 mai                                                                         | 9.430.274                                                                     |                                                                               | 40,96%                                                                        | 20,99%                                                                        | Alții                                                                         | Indeciși                                                                      | 20,07% | 13,04% | 2,68% | 0,64% | 0,53% | 1,08% |  |
| Rezultate Alegeri (Țară)     | Rezultate Alegeri (Țară)     | 8.464.268            |                                                                               | 38,70%                                                                        | 20,47%                                                                        | 21,59%                                                                        | 4 mai                                                                         | 14,26%                                                                        | 2,61%                                                                         | 0,69%                                                                         | 0,55%                                                                         | 1,13%                                                                         |                                                                               |        |        |       |       |       |       |  |
| Rezultate Alegeri (Diaspora) | Rezultate Alegeri (Diaspora) | 966.006              |                                                                               | 60,79%                                                                        | 25,61%                                                                        | 6,76%                                                                         | 4 mai                                                                         | 2,40%                                                                         | 3,26%                                                                         | 0,24%                                                                         | 0,34%                                                                         | 0,61%                                                                         |                                                                               |        |        |       |       |       |       |  |
| ---------------------------- | ---------------------------- | -------------------- | ----------------------------------------------------------------------------- | ----------------------------------------------------------------------------- | ----------------------------------------------------------------------------- | ----------------------------------------------------------------------------- | ----------------------------------------------------------------------------- | ----------------------------------------------------------------------------- | ----------------------------------------------------------------------------- | ----------------------------------------------------------------------------- | ----------------------------------------------------------------------------- | ----------------------------------------------------------------------------- | ----------------------------------------------------------------------------- | ------ | ------ | ----- | ----- | ----- | ----- |  |
| Exit-Poll CURS               | N/A                          | 4 mai                | N/A                                                                           | N/A                                                                           | 33,3%                                                                         | 21%                                                                           | 22,8%                                                                         | 14,5%                                                                         | 4,4%                                                                          | N/A                                                                           | N/A                                                                           | 4%                                                                            | N/A                                                                           |        |        |       |       |       |       |  |
| Exit-Poll Avangarde          | N/A                          | 4 mai                | N/A                                                                           | N/A                                                                           | 31,1%                                                                         | 24,5%                                                                         | 24,5%                                                                         | 14%                                                                           | 3,8%                                                                          | N/A                                                                           | N/A                                                                           | 2,1%                                                                          | N/A                                                                           |        |        |       |       |       |       |  |
| Exit-Poll Sociopol           | N/A                          | 4 mai                | N/A                                                                           | N/A                                                                           | 35%                                                                           | 20%                                                                           | 20%                                                                           | 19%                                                                           | 3%                                                                            | N/A                                                                           | N/A                                                                           | 3%                                                                            | N/A                                                                           |        |        |       |       |       |       |  |
| INSCOP                       | N/A                          | 4 mai                | 2.455                                                                         | ± 2%                                                                          | 36,2%                                                                         | 20,6%                                                                         | 21,5%                                                                         | 17,1%                                                                         | 2,5%                                                                          | 1%                                                                            | 0,4%                                                                          | 0,7%                                                                          | N/A                                                                           |        |        |       |       |       |       |  |
| AtlasIntel                   | HotNews                      | 28 apr–1 mai         | 3.247                                                                         | ± 2%                                                                          | 31%                                                                           | 23%                                                                           | 25%                                                                           | 11,6%                                                                         | 6,5%                                                                          | 1,1%                                                                          | 0,4%                                                                          | 1,4%                                                                          | N/A                                                                           |        |        |       |       |       |       |  |
| Sociopol                     | România TV                   | 28–30 aprilie        | 1.003                                                                         | ± 3,2%                                                                        | 34%                                                                           | 19%                                                                           | 19%                                                                           | 22%                                                                           | 5%                                                                            | N/A                                                                           | N/A                                                                           | 1%                                                                            | N/A                                                                           |        |        |       |       |       |       |  |
| Noi, Cetățenii               | autofinanțat                 | 24–30 aprilie        | 1.378                                                                         | ± 2,6%                                                                        | 30,5%                                                                         | 26,5%                                                                         | 20,5%                                                                         | 10,4%                                                                         | 8,6%                                                                          | N/A                                                                           | 2,6%                                                                          | 0,9%                                                                          | N/A                                                                           |        |        |       |       |       |       |  |
| ARA                          | Antena 3                     | 23–28 aprilie        | 1.142                                                                         | ± 3%                                                                          | 26,5%                                                                         | 19,5%                                                                         | 24%                                                                           | 11%                                                                           | 12,2%                                                                         | 3,5%                                                                          | N/A                                                                           | N/A                                                                           | N/A                                                                           |        |        |       |       |       |       |  |
| MKOR                         | autofinanțat                 | 24–27 aprilie        | 1.750                                                                         | ± 2,5%                                                                        | 33,1%                                                                         | 19,4%                                                                         | 21%                                                                           | 14,8%                                                                         | 7,3%                                                                          | 2,2%                                                                          | 0,6%                                                                          | 1,7%                                                                          | N/A                                                                           |        |        |       |       |       |       |  |
| FlashData                    | N/A                          | 24–26 aprilie        | 7.500                                                                         | ± 3,5%                                                                        | 29%                                                                           | 23%                                                                           | 26%                                                                           | 8%                                                                            | 7,5%                                                                          | 2,1%                                                                          | 1,2%                                                                          | 0,2%                                                                          | 3%                                                                            |        |        |       |       |       |       |  |
| Sociopol                     | România TV                   | 24–26 aprilie        | 1.001                                                                         | ± 3,2%                                                                        | 35%                                                                           | 16%                                                                           | 17%                                                                           | 23%                                                                           | 8%                                                                            | N/A                                                                           | N/A                                                                           | 1%                                                                            | N/A                                                                           |        |        |       |       |       |       |  |
| ARA                          | Antena 3                     | 21–25 aprilie        | 1.115                                                                         | ± 3%                                                                          | 26,8%                                                                         | 20%                                                                           | 26,2%                                                                         | 10,5%                                                                         | 10%                                                                           | 3,5%                                                                          | N/A                                                                           | 3%                                                                            | 19%                                                                           |        |        |       |       |       |       |  |
| DataEcho                     | autofinanțat                 | 22–24 aprilie        | 1.200                                                                         | ± 2,5%                                                                        | 26,7%                                                                         | 26,5%                                                                         | 20,3%                                                                         | 14,4%                                                                         | 6,6%                                                                          | 1,1%                                                                          | 0,4%                                                                          | 1,4%                                                                          | 2,7%                                                                          |        |        |       |       |       |       |  |
| Sociopol                     | România TV                   | 21–23 aprilie        | 1.002                                                                         | ± 3,2%                                                                        | 34%                                                                           | 16%                                                                           | 16%                                                                           | 23%                                                                           | 10%                                                                           | N/A                                                                           | N/A                                                                           | N/A                                                                           | N/A                                                                           |        |        |       |       |       |       |  |
| AtlasIntel                   | HotNews                      | 17–22 aprilie        | 3.701                                                                         | ± 2%                                                                          | 33,3%                                                                         | 23%                                                                           | 23,6%                                                                         | 10,7%                                                                         | 5,7%                                                                          | 1,1%                                                                          | 0,9%                                                                          | 1,6%                                                                          | N/A                                                                           |        |        |       |       |       |       |  |
| ARA                          | Antena 3                     | 15–19 aprilie        | 1.107                                                                         | ± 3%                                                                          | 26,5%                                                                         | 19,5%                                                                         | 26%                                                                           | 11%                                                                           | 10%                                                                           | 3,5%                                                                          | N/A                                                                           | 3,5%                                                                          | N/A                                                                           |        |        |       |       |       |       |  |
| Sociopol                     | România TV                   | 14–17 aprilie        | 1.005                                                                         | ± 3,2%                                                                        | 35%                                                                           | 14%                                                                           | 17%                                                                           | 22%                                                                           | 11%                                                                           | N/A                                                                           | N/A                                                                           | 1%                                                                            | N/A                                                                           |        |        |       |       |       |       |  |
| IRSOP                        | autofinanțat                 | 4–14 aprilie         | 1.030                                                                         | ± 3%                                                                          | 31%                                                                           | 28%                                                                           | 17%                                                                           | 18%                                                                           | 4%                                                                            | N/A                                                                           | N/A                                                                           | 2%                                                                            | N/A                                                                           |        |        |       |       |       |       |  |
| AtlasIntel                   | HotNews                      | 10–13 aprilie        | 2.994                                                                         | ± 2%                                                                          | 34,4%                                                                         | 21,8%                                                                         | 25,5%                                                                         | 10%                                                                           | 5,2%                                                                          | N/A                                                                           | N/A                                                                           | 3,1%                                                                          | N/A                                                                           |        |        |       |       |       |       |  |
| ARA                          | Antena 3                     | 9–13 aprilie         | 1.115                                                                         | ± 3%                                                                          | 25,8%                                                                         | 20,3%                                                                         | 25,3%                                                                         | 10,6%                                                                         | 9%                                                                            | 3,5%                                                                          | N/A                                                                           | 5,5%                                                                          | N/A                                                                           |        |        |       |       |       |       |  |
| FlashData                    | N/A                          | 10–12 aprilie        | 7.500                                                                         | ± 3,5%                                                                        | 27%                                                                           | 20%                                                                           | 26%                                                                           | 8%                                                                            | 9%                                                                            | 4,8%                                                                          | 1,3%                                                                          | 0,8%                                                                          | 3,1%                                                                          |        |        |       |       |       |       |  |
| DataEcho                     | autofinanțat                 | 10–11 aprilie        | 1.200                                                                         | ± 2,6%                                                                        | 24,9%                                                                         | 29,5%                                                                         | 22,8%                                                                         | 10,9%                                                                         | 9,1%                                                                          | 0,3%                                                                          | 0,8%                                                                          | 1,5%                                                                          | 0,6%                                                                          |        |        |       |       |       |       |  |
| Sociopol                     | România TV                   | 7–11 aprilie         | 1.002                                                                         | ± 3,2%                                                                        | 34%                                                                           | 16%                                                                           | 15%                                                                           | 23%                                                                           | 10%                                                                           | N/A                                                                           | N/A                                                                           | 2%                                                                            | N/A                                                                           |        |        |       |       |       |       |  |
| CURS                         | autofinanțat                 | 3–10 aprilie         | 1.214                                                                         | ± 2,8%                                                                        | 26%                                                                           | 19%                                                                           | 23%                                                                           | 16%                                                                           | 8%                                                                            | N/A                                                                           | N/A                                                                           | 8%                                                                            | N/A                                                                           |        |        |       |       |       |       |  |
|                              |                              | 9 aprilie            | USR își retrage susținerea pentru Elena Lasconi și îl susține pe Nicușor Dan. | USR își retrage susținerea pentru Elena Lasconi și îl susține pe Nicușor Dan. | USR își retrage susținerea pentru Elena Lasconi și îl susține pe Nicușor Dan. | USR își retrage susținerea pentru Elena Lasconi și îl susține pe Nicușor Dan. | USR își retrage susținerea pentru Elena Lasconi și îl susține pe Nicușor Dan. | USR își retrage susținerea pentru Elena Lasconi și îl susține pe Nicușor Dan. | USR își retrage susținerea pentru Elena Lasconi și îl susține pe Nicușor Dan. | USR își retrage susținerea pentru Elena Lasconi și îl susține pe Nicușor Dan. | USR își retrage susținerea pentru Elena Lasconi și îl susține pe Nicușor Dan. | USR își retrage susținerea pentru Elena Lasconi și îl susține pe Nicușor Dan. | USR își retrage susținerea pentru Elena Lasconi și îl susține pe Nicușor Dan. |        |        |       |       |       |       |  |
| Noi, Cetățenii               | autofinanțat                 | 28 mar–8 apr         | 1.488                                                                         | ± 2,5%                                                                        | 30%                                                                           | 29,6%                                                                         | 19,6%                                                                         | 8,3%                                                                          | 7,8%                                                                          | N/A                                                                           | 2,1%                                                                          | 2,7%                                                                          | N/A                                                                           |        |        |       |       |       |       |  |
| necunoscut                   | USR                          | 2–7 aprilie          | 1.149                                                                         | ± 2,9%                                                                        | 40,8%                                                                         | 16,9%                                                                         | 14,5%                                                                         | 20,4%                                                                         | 4,1%                                                                          | N/A                                                                           | N/A                                                                           | 3,3%                                                                          | N/A                                                                           |        |        |       |       |       |       |  |
| FlashData                    | N/A                          | 3–5 aprilie          | 7.500                                                                         | ± 3,5%                                                                        | 28%                                                                           | 23%                                                                           | 26%                                                                           | 9%                                                                            | 6%                                                                            | 4,6%                                                                          | 1,5%                                                                          | 0,8%                                                                          | N/A                                                                           |        |        |       |       |       |       |  |
| Sociopol                     | România TV                   | 31 mar–4 apr         | 1.007                                                                         | ± 3,2%                                                                        | 35%                                                                           | 16%                                                                           | 15%                                                                           | 23%                                                                           | 10%                                                                           | N/A                                                                           | N/A                                                                           | 1%                                                                            | N/A                                                                           |        |        |       |       |       |       |  |
| necunoscut                   | USR                          | 24–29 martie         | 1.112                                                                         | ± 2,94%                                                                       | 37,2%                                                                         | 19,2%                                                                         | 13,8%                                                                         | 21,6%                                                                         | 6,5%                                                                          | N/A                                                                           | N/A                                                                           | 1,7%                                                                          | N/A                                                                           |        |        |       |       |       |       |  |
| MKOR                         | autofinanțat                 | 26–28 martie         | 1.500                                                                         | ± 2,5%                                                                        | 31,2%                                                                         | 22,7%                                                                         | 18,8%                                                                         | 17,1%                                                                         | 5,3%                                                                          | 1,1%                                                                          | 0,6%                                                                          | 3,2%                                                                          | N/A                                                                           |        |        |       |       |       |       |  |
| Verifield                    | Nicușor Dan                  | 24–28 martie         | 1.100                                                                         | ± 2,95%                                                                       | 35%                                                                           | 20,8%                                                                         | 16,4%                                                                         | 21,1%                                                                         | 4,3%                                                                          | 0,7%                                                                          | 1,1%                                                                          | 0,6%                                                                          | N/A                                                                           |        |        |       |       |       |       |  |
| ARA                          | Antena 3                     | 18–25 martie         | 1.015                                                                         | ± 3%                                                                          | 27%                                                                           | 18%                                                                           | 24%                                                                           | 11%                                                                           | 12%                                                                           | 3%                                                                            | N/A                                                                           | N/A                                                                           | N/A                                                                           |        |        |       |       |       |       |  |
| Avangarde                    | autofinanțat                 | 19–23 martie         | 1.300                                                                         | ± 2,3%                                                                        | 30%                                                                           | 21%                                                                           | 23%                                                                           | 14%                                                                           | 8%                                                                            | N/A                                                                           | 1%                                                                            | 3%                                                                            | N/A                                                                           |        |        |       |       |       |       |  |
| CURS                         | N/A                          | 19–22 martie         | 1.203                                                                         | ± 2,8%                                                                        | 29%                                                                           | 18%                                                                           | 22%                                                                           | 13%                                                                           | 12%                                                                           | N/A                                                                           | N/A                                                                           | 6%                                                                            | N/A                                                                           |        |        |       |       |       |       |  |
| Sociopol                     | România TV                   | 17–21 martie         | 1.003                                                                         | ± 3,2%                                                                        | 37%                                                                           | 16%                                                                           | 14%                                                                           | 22%                                                                           | 10%                                                                           | N/A                                                                           | 1%                                                                            | 1%                                                                            | N/A                                                                           |        |        |       |       |       |       |  |
| Sociopol                     | România TV                   | 17–18 martie         | 1.005                                                                         | ± 3,2%                                                                        | 32%                                                                           | 17%                                                                           | 15%                                                                           | 23%                                                                           | 12%                                                                           | N/A                                                                           | N/A                                                                           | 1%                                                                            | N/A                                                                           |        |        |       |       |       |       |  |
| AtlasIntel                   | HotNews                      | 13–15 martie         | 2.381                                                                         | ± 2%                                                                          | 30,4%                                                                         | 26%                                                                           | 17,9%                                                                         | 9%                                                                            | 3,9%                                                                          | 0,6%                                                                          | 1,8%                                                                          | 4,2%                                                                          | 6,3%                                                                          |        |        |       |       |       |       |  |
| Sociopol                     | România TV                   | 3–7 martie           | 1.000                                                                         | ± 3,2%                                                                        | 28%                                                                           | 19%                                                                           | 18%                                                                           | 22%                                                                           | 12%                                                                           | N/A                                                                           | N/A                                                                           | 1%                                                                            | N/A                                                                           |        |        |       |       |       |       |  |
| CURS                         | autofinanțat                 | 21–25 ianuarie       | 1.100                                                                         | ± 3%                                                                          | 25%                                                                           | 24%                                                                           | 23%                                                                           | N/A                                                                           | 13%                                                                           | N/A                                                                           | N/A                                                                           | 15%                                                                           | N/A                                                                           |        |        |       |       |       |       |  |
| Sociopol                     | România TV                   | 10–15 ianuarie       | 1.001                                                                         | ± 3,2%                                                                        | 35%                                                                           | 13%                                                                           | 10%                                                                           | 26%                                                                           | 13%                                                                           | N/A                                                                           | N/A                                                                           | 3%                                                                            | N/A                                                                           |        |        |       |       |       |       |  |
| Noi, Cetățenii               | autofinanțat                 | 23 dec. 2024–13 ian. | 1.067                                                                         | ± 3%                                                                          | 30%                                                                           | 26%                                                                           | 16%                                                                           | 12%                                                                           | 9%                                                                            | N/A                                                                           | N/A                                                                           | 7%                                                                            | N/A                                                                           |        |        |       |       |       |       |  |

## Încredere în politicieni
| Sondaj     | Data           | Eșantion | Ilie Bolojan PNL | Călin Georgescu Ind. | Nicușor Dan Ind. | George Simion AUR | Crin Antonescu A.RO | Elena Lasconi USR | Victor Ponta Ind. | Marcel Ciolacu PSD | Diana Șoșoacă S.O.S. |     |     |    |
| ---------- | -------------- | -------- | ---------------- | -------------------- | ---------------- | ----------------- | ------------------- | ----------------- | ----------------- | ------------------ | -------------------- | --- | --- | -- |
| Sondaj     | Data           | Eșantion | Avangarde        | 23-28 mai            | 1.300            | 40%               | 22%                 | 44%               | 19%               | N/A                | 14%                  | N/A | 20% | 7% |
| AtlasIntel | 13-15 mai      | 5.628    | 50%              | 45%                  | 48%              | 44%               | 28%                 | 22%               | 20%               | 11%                | 10%                  |     |     |    |
| AtlasIntel | 9–12 mai       | 3.995    | 50%              | 45%                  | 47%              | 43%               | 25%                 | 22%               | 19%               | 13%                | 11%                  |     |     |    |
| AtlasIntel | 1–3 mai        | 4.250    | 53%              | 41%                  | 33%              | 38%               | 29%                 | 25%               | 17%               | 21%                | 8%                   |     |     |    |
| AtlasIntel | 10–13 aprilie  | 2.994    | 57%              | 34%                  | 33%              | 34%               | 37%                 | 24%               | 13%               | 21%                | 4%                   |     |     |    |
| AtlasIntel | 13–15 martie   | 2.381    | 53%              | 38%                  | 40%              | 34%               | 34%                 | 21%               | 13%               | 22%                | 4%                   |     |     |    |
| CIRA       | 18–22 ianuarie | 1.000    | N/A              | 44%                  | 36%              | 33%               | 33%                 | 29%               | 30%               | N/A                | 26%                  |     |     |    |
| Avangarde  | 10–16 ianuarie | 1.354    | 44%              | 51%                  | 39%              | 38%               | 39%                 | 34%               | 34%               | 33%                | 30%                  |     |     |    |

## Profilul de președinte și alte opinii ale românilor
Conform unui sondaj INSCOP din noiembrie 2024, românii își doreau ca președintele să se ocupe: în proporție de 33,1% de apărare și securitate, 30,2% de politicile de sănătate, 28,7% de combaterea corupției, 28,6% de economie, 28,4% de politica externă, 21,8%  de politicile educaționale, 8,8% de politicile sociale.
Conform unui alt sondaj INSCOP din decembrie 2024, 87,5% susțin direcția occidentală a României (alianțele UE și NATO), iar 57,1% consideră că România trebuie să își apere interesele naționale atunci când nu coincid cu regulile Uniunii Europene, cu riscul de a-și pierde poziția de stat membru al UE. Românii resping în proporție de 88,1% ieșirea din UE și din NATO. 49,8% consideră posturile de televiziune cele mai expuse știrilor false, în timp ce 40% consideră rețelele sociale principalele canale de dezinformare. 54% cred că guvernanții acționează mai degrabă în interesul altor țări, 63,8% - că statul ajută mai mult firmele străine și multinaționalele decât companiile românești, 61,8% că România are o economie controlată de străini în funcție de interesele altor țări, 54,3% că produsele agricole românești sunt mai rare în supermarketuri din cauză că acestea preferă produsele străine, 66,5% că firmele străine vând în România produse calitativ inferioare față de cele pe care le vând în alte state. Majoritatea ideilor negative la adresa străinilor sunt însă în scădere. Românii sunt divizați în privința dacă investițiile străine au făcut mai mult bine decât rău României (45,8% vs. 43,4%) și consideră în proporție de 55,8% că firmele străine ar trebui taxate mai mult. 69,1% ar fi deschiși să voteze cu un partid sau candidat naționalist, însă nu și dacă acesta ar propune ieșirea din Uniunea Europeană, apropierea de Rusia sau naționalizarea companiilor privatizate. Parteneriatul civil între persoane de același sex, o temă ajunsă în prim-planul campaniei pentru turul al doilea al alegerilor anterioare, este respins de 68,1% dintre români.
Un sondaj IRES din decembrie 2024 indică cea mai mare îngrijorare fiind războiul în preajma României pentru 24% dintre români, criza politică pentru 23%, creșterea prețurilor pentru 20%, frica de boală pentru 14%, lipsa locurilor de muncă pentru 6%, reducerea veniturilor pentru 3%, lipsa de perspectivă pentru 3%, nesiguranța locului de muncă pentru 2% și singurătatea pentru 2%. 61% dintre români indică anul 2024 ca mai rău din punct de vedere al actului de guvernare și al politicii, iar 57% mai rău din punct de vedere economic. 20% indică creșterea prețurilor ca evenimentul care a afectat preponderent negativ România în 2024 (imediat după anularea alegerilor pentru 43% dintre români).

## Precizia sondajelor
Textul acestei secțiuni a fost rescris conform politicilor Wikipedia.
 Așteptăm ca un administrator să înlăture eticheta.
| Realizator sondaje | Gradul de precizie | Gradul de precizie | Media erorilor pe cele 4 alegeri | Media erorilor pe cele 4 alegeri | Tur 2 Alegeri Prezidențiale 2025 | Tur 2 Alegeri Prezidențiale 2025 | Tur 1 Alegeri Prezidențiale 2025 | Tur 1 Alegeri Prezidențiale 2025 | Alegeri Parlament 2024 | Alegeri Primar București 2024 | Alegeri Primar București 2024 |
| Realizator sondaje | Precizie ierarhie  | Precizie procente  | Eroare ierarhie                  | Eroare procente                  | Eroare ierarhie                  | Eroare procente                  | Eroare ierarhie                  | Eroare procente                  | Eroare procente        | Eroare ierarhie               | Eroare procente               |
| ------------------ | ------------------ | ------------------ | -------------------------------- | -------------------------------- | -------------------------------- | -------------------------------- | -------------------------------- | -------------------------------- | ---------------------- | ----------------------------- | ----------------------------- |
| Noi, Cetățenii     | A                  | 3                  | 0                                | 4,22%                            | 0                                | 2,9%                             | 0                                | 5,53%                            |                        |                               |                               |
| DataEcho           | A                  | 4                  | 0                                | 6,47%                            |                                  |                                  | 0                                | 6,47%                            |                        |                               |                               |
| AtlasIntel         | B                  | 2                  | 0,13                             | 3,20%                            | 0                                | 3,1%                             | 0,4                              | 4,91%                            | 3,28%                  | 0                             | 1,52%                         |
| MKOR               | B                  | 2                  | 0,2                              | 2,94%                            | 0                                | 1,9%                             | 0,4                              | 3,97%                            |                        |                               |                               |
| FlashData          | B                  | 3                  | 0,2                              | 5,31%                            | 0                                | 4,4%                             | 0,4                              | 6,22%                            |                        |                               |                               |
| Avangarde          | B                  | 4                  | 0,2                              | 6,63%                            |                                  |                                  | 0,4                              | 5,18%                            |                        | 0                             | 8,08%                         |
| IRSOP              | C                  | 3                  | 0,3                              | 4,43%                            | 0                                | 1,6%                             | 0,4                              | 5,54%                            | 5,21%                  | 0,5                           | 5,36%                         |
| INSCOP             | C                  | 4                  | 0,4                              | 6,59%                            |                                  |                                  |                                  |                                  |                        | 0,4                           | 6,59%                         |
| ARA                | D                  | 4                  | 0,6                              | 6,52%                            | 1                                | 5,6%                             | 0,8                              | 7,34%                            |                        | 0                             | 6,62%                         |
| Sociopol           | E                  | 4                  | 0,64                             | 6,28%                            | 1                                | 6,6%                             | 0,6                              | 4,84%                            |                        | 0,33                          | 7,41%                         |
| CURS               | E                  | 4                  | 0,7                              | 6,23%                            | 1                                | 5,6%                             | 0,4                              | 7,15%                            | 5,94%                  |                               |                               |
| Verifield          | F                  | 4                  | 0,9                              | 6,34%                            | 1                                | 8,4%                             | 0,8                              | 4,41%                            | 6,20%                  |                               |                               |

Explicitare
| Precizie estimare ierarhie      | A | B        | C        | D        | E        | F        |
| ------------------------------- | - | -------- | -------- | -------- | -------- | -------- |
| MRE (abaterea medie a poziției) | 0 | 0,01-0,2 | 0,21-0,4 | 0,41-0,6 | 0,61-0,8 | 0,81-1,0 |

| Precizie estimare procent      | 1    | 2    | 3    | 4    |
| ------------------------------ | ---- | ---- | ---- | ---- |
| RMSE (eroarea pătratică medie) | 0-2% | 2-4% | 4-6% | 6-8% |

### Calculul erorilor
Eroarea de estimare a procentelor
Pentru fiecare sondaj a fost calculată o măsură a acurateței estimărilor sub forma erorii pătratice medii (RMSE – Root Mean Square Error). Aceasta reflectă dispersia estimărilor față de valorile reale și penalizează mai sever abaterile mari, fiind frecvent utilizată în analiza statistică a sondajelor.

RMSE se calculează ca rădăcina pătrată a mediei pătratelor diferențelor dintre scorurile estimate de sondaj și rezultatele oficiale:
- pireal = procentul real (din rezultatele oficiale) obținut de candidatul i

RMSE este considerată o alternativă riguroasă la eroarea medie absolută, fiind preferată în unele evaluări internaționale ale sondajelor, inclusiv în cercetarea electorală aplicată.
Eroarea de estimare a ierarhiei
În alegerile cu un singur câștigător, cum ar fi cele pentru primar sau președinte, ordinea în care candidații se clasează este adesea mai importantă decât procentajele exacte ale voturilor. De exemplu, în alegerile într-un singur tur, contează cine ocupă prima poziție, iar în alegerile cu două tururi, esențial este cine se clasează pe primele două locuri. 
Prin urmare, o eroare care afectează ierarhia candidaților poate avea consecințe mai semnificative decât o eroare de estimare a valorilor procentuale. Estimarea corectă a ierarhiei este crucială în interpretarea sondajelor electorale, deoarece influențează percepția publicului asupra șanselor reale ale candidaților și poate afecta comportamentul electoral strategic.
Pentru a evalua acuratețea cu care un sondaj a estimat ierarhia candidaților, se poate utiliza abaterea medie a poziției (MRE – Mean Rank Error). Aceasta se calculează ca media diferențelor absolute dintre pozițiile estimate și cele reale ale fiecărui candidat. Metoda este frecvent întâlnită în literatura de specialitate privind evaluarea clasificărilor ordinale.
- n = numărul de candidați
- riestimare = poziția estimată de sondaj pentru candidatul i
- rireal = poziția reală (din rezultatele oficiale) pentru candidatul i

Sondaje pentru alegeri Prezidențiale 2025 - Turul 2
Nu s-au luat în considerare sondajele de tip Exit Poll sau cele realizate în ziua votului.
În cazurile în care s-au măsurat și cei indeciși, s-au luat în calcul procentele redistribuite a celor cu opțiune clară de vot.
| Data                                                    | Realizator sondaj                                       | Finanțator Sondaj                                       | Marja de eroare                                         | Nicușor Dan Ind. | Nicușor Dan Ind.              | George Simion AUR             | George Simion AUR | Eroare estimare ierarhie abaterea medie a poziției MRE | Eroare estimare procente eroarea pătratică medie RMSE |   |   |   |   |
| ------------------------------------------------------- | ------------------------------------------------------- | ------------------------------------------------------- | ------------------------------------------------------- | ---------------- | ----------------------------- | ----------------------------- | ----------------- | ------------------------------------------------------ | ----------------------------------------------------- | - | - | - | - |
| Data                                                    | Realizator sondaj                                       | Finanțator Sondaj                                       | Marja de eroare                                         | 18 mai. 2025     | Rezultate Tur 2 Prezidențiale | Rezultate Tur 2 Prezidențiale | poziție           | Eroare estimare ierarhie abaterea medie a poziției MRE | Eroare estimare procente eroarea pătratică medie RMSE | 1 | 1 | 2 | 2 |
| procent                                                 | 53,60%                                                  | 53,60%                                                  | 46,40%                                                  | 46,40%           | Rezultate Tur 2 Prezidențiale | Rezultate Tur 2 Prezidențiale |                   | Eroare estimare ierarhie abaterea medie a poziției MRE | Eroare estimare procente eroarea pătratică medie RMSE |   |   |   |   |
| Ultimul sondaj - cu cel mult 2 luni înaintea alegerilor | Ultimul sondaj - cu cel mult 2 luni înaintea alegerilor | Ultimul sondaj - cu cel mult 2 luni înaintea alegerilor | Ultimul sondaj - cu cel mult 2 luni înaintea alegerilor | estimat          | abatere                       | estimat                       | abatere           | Eroare estimare ierarhie abaterea medie a poziției MRE | Eroare estimare procente eroarea pătratică medie RMSE |   |   |   |   |
| 13–15 mai                                               | AtlasIntel                                              | HotNews                                                 | poziție                                                 | 1                | 0                             | 2                             | 0                 | Eroare estimare ierarhie abaterea medie a poziției MRE | Eroare estimare procente eroarea pătratică medie RMSE | 0 |   |   |   |
| 13–15 mai                                               | AtlasIntel                                              | HotNews                                                 | ± 1%                                                    | 50,5%            | -3,1%                         | 49,5%                         | +3,1%             |                                                        | 3,1%                                                  |   |   |   |   |
| 11-15 mai                                               | Noi, Cetățenii                                          | autofinanțat                                            | poziție                                                 | 1                | 0                             | 2                             | 0                 | 0                                                      |                                                       |   |   |   |   |
| 11-15 mai                                               | Noi, Cetățenii                                          | autofinanțat                                            | ± 2,56%                                                 | 50,7%            | -2,9%                         | 49,3%                         | +2,9%             |                                                        | 2,9%                                                  |   |   |   |   |
| 8–14 mai                                                | MKOR                                                    | autofinanțat                                            | poziție                                                 | 1                | 0                             | 2                             | 0                 | 0                                                      |                                                       |   |   |   |   |
| 8–14 mai                                                | MKOR                                                    | autofinanțat                                            | ± 1,7%                                                  | 51,7%            | -1,9%                         | 48,3%                         | +1,9%             |                                                        | 1,9%                                                  |   |   |   |   |
| 10–13 mai                                               | IRSOP                                                   | autofinanțat                                            | poziție                                                 | 1                | 0                             | 2                             | 0                 | 0                                                      |                                                       |   |   |   |   |
| 10–13 mai                                               | IRSOP                                                   | autofinanțat                                            | ± 3,2%                                                  | 52%              | -1,6%                         | 48%                           | +1,6%             |                                                        | 1,6%                                                  |   |   |   |   |
| 10–12 mai                                               | Sociopol                                                | România TV                                              | poziție                                                 | 2                | 1                             | 1                             | 1                 | 1                                                      |                                                       |   |   |   |   |
| 10–12 mai                                               | Sociopol                                                | România TV                                              | N/A                                                     | 47%              | -6,6%                         | 53%                           | +6,6%             |                                                        | 6,6%                                                  |   |   |   |   |
| 8–11 mai                                                | CURS                                                    | N/A                                                     | poziție                                                 | 2                | 1                             | 1                             | 1                 | 1                                                      |                                                       |   |   |   |   |
| 8–11 mai                                                | CURS                                                    | N/A                                                     | ± 1,8%                                                  | 48%              | -5,6%                         | 52%                           | +5,6%             |                                                        | 5,6%                                                  |   |   |   |   |
| 6 mai                                                   | Verifield                                               | Nicușor Dan                                             | poziție                                                 | 2                | 1                             | 1                             | 1                 | 1                                                      |                                                       |   |   |   |   |
| 6 mai                                                   | Verifield                                               | Nicușor Dan                                             | ± 3,19%                                                 | 45,2%            | -8,4%                         | 54,8%                         | +8,4%             |                                                        | 8,4%                                                  |   |   |   |   |
| 9–13 aprilie                                            | ARA                                                     | Antena 3                                                | poziție                                                 | 2                | 1                             | 1                             | 1                 | 1                                                      |                                                       |   |   |   |   |
| 9–13 aprilie                                            | ARA                                                     | Antena 3                                                | ± 3%                                                    | 48%              | -5,6%                         | 52%                           | +5,6%             |                                                        | 5,6%                                                  |   |   |   |   |
| 3–5 aprilie                                             | FlashData                                               | N/A                                                     | poziție                                                 | 1                | 0                             | 2                             | 0                 | 0                                                      |                                                       |   |   |   |   |
| 3–5 aprilie                                             | FlashData                                               | N/A                                                     | ± 3,5%                                                  | 58%              | +4,4%                         | 42%                           | -4,4%             |                                                        | 4,4%                                                  |   |   |   |   |

Sondaje pentru alegeri Prezidențiale 2025 - Turul 1
Nu s-au luat în considerare sondajele de tip Exit Poll sau cele realizate în ziua votului.
| Data                                                    | Realizator sondaj                                       | Marja de eroare                                         | George Simion AUR | George Simion AUR             | Nicușor Dan Ind. | Nicușor Dan Ind. | Crin Antonescu A.RO | Crin Antonescu A.RO | Victor Ponta Ind. | Victor Ponta Ind. | Elena Lasconi USR | Elena Lasconi USR | Alți candidați | Alți candidați | Eroare estimare ierarhie abaterea medie a poziției MRE | Eroare estimare procente eroarea pătratică medie RMSE |     |   |  |  |
| ------------------------------------------------------- | ------------------------------------------------------- | ------------------------------------------------------- | ----------------- | ----------------------------- | ---------------- | ---------------- | ------------------- | ------------------- | ----------------- | ----------------- | ----------------- | ----------------- | -------------- | -------------- | ------------------------------------------------------ | ----------------------------------------------------- | --- | - |  |  |
| Data                                                    | Realizator sondaj                                       | Marja de eroare                                         | 4 mai. 2025       | Rezultate Tur 1 Prezidențiale | poziție          | 1                | 1                   | 2                   | 2                 | 3                 | 3                 | 4                 | 4              | Alți candidați | Eroare estimare ierarhie abaterea medie a poziției MRE | Eroare estimare procente eroarea pătratică medie RMSE | 5   | 5 |  |  |
| procent                                                 | 40,96%                                                  | 40,96%                                                  | 4 mai. 2025       | Rezultate Tur 1 Prezidențiale | 20,99%           | 20,99%           | 20,07%              | 20,07%              | 13,04%            | 13,04%            | 2,68%             | 2,68%             | 2,25%          | 2,25%          | Eroare estimare ierarhie abaterea medie a poziției MRE | Eroare estimare procente eroarea pătratică medie RMSE |     |   |  |  |
| Ultimul sondaj - cu cel mult 2 luni înaintea alegerilor | Ultimul sondaj - cu cel mult 2 luni înaintea alegerilor | Ultimul sondaj - cu cel mult 2 luni înaintea alegerilor | estimat           | abatere                       | estimat          | abatere          | estimat             | abatere             | estimat           | abatere           | estimat           | abatere           | estimat        | abatere        | Eroare estimare ierarhie abaterea medie a poziției MRE | Eroare estimare procente eroarea pătratică medie RMSE |     |   |  |  |
| 28 apr–1 mai                                            | AtlasIntel                                              | poziție                                                 | 1                 | 0                             | 3                | 1                | 2                   | 1                   | 4                 | 0                 | 5                 | 0                 |                |                | Eroare estimare ierarhie abaterea medie a poziției MRE | Eroare estimare procente eroarea pătratică medie RMSE | 0,4 |   |  |  |
| 28 apr–1 mai                                            | AtlasIntel                                              | ± 2%                                                    | 31%               | -10%                          | 23%              | +2%              | 25%                 | +4,9%               | 11,6%             | -1,4%             | 6,5%              | +3,8%             | 2,9%           | +0,7%          |                                                        | 4,91%                                                 |     |   |  |  |
| 28–30 aprilie                                           | Sociopol                                                | poziție                                                 | 1                 | 0                             | 3                | 1                | 3                   | 0                   | 2                 | 2                 | 5                 | 0                 |                |                | 0,6                                                    |                                                       |     |   |  |  |
| 28–30 aprilie                                           | Sociopol                                                | ± 3,2%                                                  | 34%               | -7%                           | 19%              | -2%              | 19%                 | -1,1%               | 22%               | +9%               | 5%                | +2,3%             | 1%             | -1,3%          |                                                        | 4,84%                                                 |     |   |  |  |
| 24–30 aprilie                                           | Noi, Cetățenii                                          | poziție                                                 | 1                 | 0                             | 2                | 0                | 3                   | 0                   | 4                 | 0                 | 5                 | 0                 |                |                | 0                                                      |                                                       |     |   |  |  |
| 24–30 aprilie                                           | Noi, Cetățenii                                          | ± 2,6%                                                  | 30,5%             | -10,5%                        | 26,5%            | +5,5%            | 20,5%               | +0,4%               | 10,4%             | -2,6%             | 8,6%              | +5,9%             | 3,5%           | +1,3%          |                                                        | 5,53%                                                 |     |   |  |  |
| 23–28 aprilie                                           | ARA                                                     | poziție                                                 | 1                 | 0                             | 3                | 1                | 2                   | 1                   | 5                 | 1                 | 4                 | 1                 |                |                | 0,8                                                    |                                                       |     |   |  |  |
| 23–28 aprilie                                           | ARA                                                     | ± 3%                                                    | 26,5%             | -14,5%                        | 19,5%            | -1,5%            | 24%                 | +3,9%               | 11%               | -2%               | 12,2%             | +9,5%             | 3,5%           | +1,3%          |                                                        | 7,34%                                                 |     |   |  |  |
| 24–27 aprilie                                           | MKOR                                                    | poziție                                                 | 1                 | 0                             | 3                | 1                | 2                   | 1                   | 4                 | 0                 | 5                 | 0                 |                |                | 0,4                                                    |                                                       |     |   |  |  |
| 24–27 aprilie                                           | MKOR                                                    | ± 2,5%                                                  | 33,1%             | -7,9%                         | 19,4%            | -1,6%            | 21%                 | +0,9%               | 14,8%             | +1,8%             | 7,3%              | +4,6%             | 4,5%           | +2,3%          |                                                        | 3,97%                                                 |     |   |  |  |
| 24–26 aprilie                                           | FlashData                                               | poziție                                                 | 1                 | 0                             | 3                | 1                | 2                   | 1                   | 4                 | 0                 | 5                 | 0                 |                |                | 0,4                                                    |                                                       |     |   |  |  |
| 24–26 aprilie                                           | FlashData                                               | ± 3,5%                                                  | 29%               | -12%                          | 23%              | +2%              | 26%                 | +5,9%               | 8%                | -5%               | 7,5%              | +4,8%             | 3,5%           | +1,3%          |                                                        | 6,22%                                                 |     |   |  |  |
| 22–24 aprilie                                           | DataEcho                                                | poziție                                                 | 1                 | 0                             | 2                | 0                | 3                   | 0                   | 4                 | 0                 | 5                 | 0                 |                |                | 0                                                      |                                                       |     |   |  |  |
| 22–24 aprilie                                           | DataEcho                                                | ± 2,5%                                                  | 26,7%             | -14,3%                        | 26,5%            | +5,5%            | 20,3%               | +0,2%               | 14,4%             | +1,4%             | 6,6%              | +3,9%             | 2,9%           | +0,7%          |                                                        | 6,47%                                                 |     |   |  |  |
| 4–14 aprilie                                            | IRSOP                                                   | poziție                                                 | 1                 | 0                             | 2                | 0                | 4                   | 1                   | 3                 | 1                 | 5                 | 0                 |                |                | 0,4                                                    |                                                       |     |   |  |  |
| 4–14 aprilie                                            | IRSOP                                                   | ± 3%                                                    | 31%               | -10%                          | 28%              | +7%              | 17%                 | -3,1%               | 18%               | +5%               | 4%                | +1,3%             | 2%             | -0,3%          |                                                        | 5,54%                                                 |     |   |  |  |
| 3–10 aprilie                                            | CURS                                                    | poziție                                                 | 1                 | 0                             | 3                | 1                | 2                   | 1                   | 4                 | 0                 | 5                 | 0                 |                |                | 0,4                                                    |                                                       |     |   |  |  |
| 3–10 aprilie                                            | CURS                                                    | ± 2,8%                                                  | 26%               | -15%                          | 19%              | -2%              | 23%                 | +2,9%               | 16%               | +3%               | 8%                | +5,3%             | 8%             | +5,8%          |                                                        | 7,15%                                                 |     |   |  |  |
| 24–28 martie                                            | Verifield                                               | poziție                                                 | 1                 | 0                             | 3                | 1                | 4                   | 1                   | 2                 | 2                 | 5                 | 0                 |                |                | 0,8                                                    |                                                       |     |   |  |  |
| 24–28 martie                                            | Verifield                                               | ± 2,95%                                                 | 35%               | -6%                           | 20,8%            | -0,2%            | 16,4%               | -3,7%               | 21,1%             | 8,1%              | 4,3%              | +1,6%             | 2,4%           | +0,2%          |                                                        | 4,41%                                                 |     |   |  |  |
| 19–23 martie                                            | Avangarde                                               | poziție                                                 | 1                 | 0                             | 3                | 1                | 2                   | 1                   | 4                 | 0                 | 5                 | 0                 |                |                | 0,4                                                    |                                                       |     |   |  |  |
| 19–23 martie                                            | Avangarde                                               | ± 2,3%                                                  | 30%               | -11%                          | 21%              | 0%               | 23%                 | +2,9%               | 14%               | +1%               | 8%                | +5,3%             | 4%             | +1,8%          |                                                        | 5,18%                                                 |     |   |  |  |

Sondaje pentru alegeri parlamentare în România, 2024
Nu s-au luat în considerare sondajele de tip Exit Poll sau cele realizate în ziua votului.
| Data                                                    | Realizator sondaj                                       | Eșantion                                                | Marja de eroare                                         | PSD         | PSD                 | AUR                 | AUR                 | PNL     | PNL     | USR     | USR     | S.O.S.  | S.O.S.  | UDMR    | UDMR    | Alte partide | Alte partide | Eroare estimare procente eroarea pătratică medie RMSE |         |       |         |       |         |       |
| ------------------------------------------------------- | ------------------------------------------------------- | ------------------------------------------------------- | ------------------------------------------------------- | ----------- | ------------------- | ------------------- | ------------------- | ------- | ------- | ------- | ------- | ------- | ------- | ------- | ------- | ------------ | ------------ | ----------------------------------------------------- | ------- | ----- | ------- | ----- | ------- | ----- |
| Data                                                    | Realizator sondaj                                       | Eșantion                                                | Marja de eroare                                         | 1 dec. 2024 | Cameră Parlamentară | Cameră Parlamentară | Cameră Parlamentară | C. Dep. | Senat   | C. Dep. | Senat   | C. Dep. | Senat   | C. Dep. | Senat   | Alte partide | Alte partide | Eroare estimare procente eroarea pătratică medie RMSE | C. Dep. | Senat | C. Dep. | Senat | C. Dep. | Senat |
| Procent obținut                                         | Procent obținut                                         | Procent obținut                                         | 21,96%                                                  | 1 dec. 2024 | 22,3%               | 18,01%              | 18,3%               | 13,2%   | 14,28%  | 12,4%   | 12,26%  | 7,36%   | 7,76%   | 6,33%   | 6,38%   | 20,74%       | 18,72%       | Eroare estimare procente eroarea pătratică medie RMSE |         |       |         |       |         |       |
| Media rezultatelor alegerilor Parlamentare              | Media rezultatelor alegerilor Parlamentare              | Media rezultatelor alegerilor Parlamentare              | 22,13%                                                  | 22,13%      | 18,16%              | 18,16%              | 13,74%              | 13,74%  | 12,33%  | 12,33%  | 7,56%   | 7,56%   | 6,36%   | 6,36%   | 19,73%  | 19,73%       |              | Eroare estimare procente eroarea pătratică medie RMSE |         |       |         |       |         |       |
| Ultimul sondaj - cu cel mult 2 luni înaintea alegerilor | Ultimul sondaj - cu cel mult 2 luni înaintea alegerilor | Ultimul sondaj - cu cel mult 2 luni înaintea alegerilor | Ultimul sondaj - cu cel mult 2 luni înaintea alegerilor | estimat     | abatere             | estimat             | abatere             | estimat | abatere | estimat | abatere | estimat | abatere | estimat | abatere | estimat      | abatere      | Eroare estimare procente eroarea pătratică medie RMSE |         |       |         |       |         |       |
| 26–28 nov.                                              | AtlasIntel                                              | 2.116                                                   | ± 3%                                                    | 21,4%       | -0,7%               | 22,4%               | +4,2%               | 13,4%   | -0,3%   | 17,5%   | +5,2%   | 4,6%    | -3%     | 5,5%    | -0,9%   | 15,2%        | -4,5%        | Eroare estimare procente eroarea pătratică medie RMSE | 3,28%   |       |         |       |         |       |
| 7–12 nov.                                               | INSCOP                                                  | 1.100                                                   | ± 3,9%                                                  | 30,7%       | +8,6%               | 21,2%               | +3%                 | 15,4%   | +1,7%   | 12,8%   | +0,5%   | 5,3%    | -2,3%   | 4,7%    | -1,7%   | 9,9%         | -9,8%        | 5,21%                                                 |         |       |         |       |         |       |
| 30 oct.–5 nov.                                          | CURS                                                    | 1.067                                                   | ± 3%                                                    | 32%         | +9,9%               | 15%                 | -3,2%               | 20%     | +6,3%   | 12%     | -0,3%   | 6%      | -1,6%   | 5%      | -1,4%   | 10%          | -9,7%        | 5,94%                                                 |         |       |         |       |         |       |
| 7–9 oct.                                                | Verifield                                               | 1.009                                                   | ± 3,09%                                                 | 28,2%       | +6,1%               | 22,7%               | +4,5%               | 12,6%   | -1,1%   | 19,5%   | +7,2%   | 5,3%    | -2,3%   | 4,2%    | -2,2%   | 7,5%         | -12,2%       | 6,20%                                                 |         |       |         |       |         |       |

Sondaje pentru alegeri locale Primăria București, 2024
Nu s-au luat în considerare sondajele de tip Exit Poll sau cele realizate în ziua votului.
| Data                                                    | Realizator sondaj                                       | Marja de eroare                                         | Nicușor Dan Ind. | Nicușor Dan Ind.           | Gabriela Firea PSD | Gabriela Firea PSD | Cristian Popescu Piedone PUSL | Cristian Popescu Piedone PUSL | Sebastian Burduja PNL | Sebastian Burduja PNL | Mihai Enache AUR | Mihai Enache AUR | Diana Șoșoacă S.O.S. | Diana Șoșoacă S.O.S. | Alți candidați | Alți candidați | Eroare estimare ierarhie abaterea medie a poziției MRE | Eroare estimare procente eroarea pătratică medie RMSE |   |   |  |  |
| ------------------------------------------------------- | ------------------------------------------------------- | ------------------------------------------------------- | ---------------- | -------------------------- | ------------------ | ------------------ | ----------------------------- | ----------------------------- | --------------------- | --------------------- | ---------------- | ---------------- | -------------------- | -------------------- | -------------- | -------------- | ------------------------------------------------------ | ----------------------------------------------------- | - | - |  |  |
| Data                                                    | Realizator sondaj                                       | Marja de eroare                                         | 9 iun. 2024      | Rezultate Primar București | poziție            | 1                  | 1                             | 2                             | 2                     | 3                     | 3                | 4                | 4                    | 5                    | 5              | Alți candidați | Eroare estimare ierarhie abaterea medie a poziției MRE | Eroare estimare procente eroarea pătratică medie RMSE | 6 | 6 |  |  |
| procent                                                 | 47,94%                                                  | 47,94%                                                  | 9 iun. 2024      | Rezultate Primar București | 22,17%             | 22,17%             | 15,14%                        | 15,14%                        | 7,79%                 | 7,79%                 | 3,01%            | 3,01%            | 2,51%                | 2,51%                | 1,44%          | 1,44%          | Eroare estimare ierarhie abaterea medie a poziției MRE | Eroare estimare procente eroarea pătratică medie RMSE |   |   |  |  |
| Ultimul sondaj - cu cel mult 2 luni înaintea alegerilor | Ultimul sondaj - cu cel mult 2 luni înaintea alegerilor | Ultimul sondaj - cu cel mult 2 luni înaintea alegerilor | estimat          | abatere                    | estimat            | abatere            | estimat                       | abatere                       | estimat               | abatere               | estimat          | abatere          | estimat              | abatere              | estimat        | abatere        | Eroare estimare ierarhie abaterea medie a poziției MRE | Eroare estimare procente eroarea pătratică medie RMSE |   |   |  |  |
| 1–5 iun.                                                | AtlasIntel                                              | poziție                                                 | 1                | 0                          | 2                  | 0                  | 3                             | 0                             | 4                     | 0                     | 5                | 0                | 6                    | 0                    |                |                | Eroare estimare ierarhie abaterea medie a poziției MRE | Eroare estimare procente eroarea pătratică medie RMSE | 0 |   |  |  |
| 1–5 iun.                                                | AtlasIntel                                              | ± 2%                                                    | 45,2%            | -2,7%                      | 21,7%              | -0,5%              | 15,4%                         | +0,3%                         | 7,8%                  | 0%                    | 5,7%             | +2,7%            | 3,4%                 | +0,9%                | 0,8%           | -0,6%          |                                                        | 1,52%                                                 |   |   |  |  |
| 29 mai–2 iun.                                           | Avangarde                                               | poziție                                                 | 1                | 0                          | 2                  | 0                  | 3                             | 0                             | 4                     | 0                     | 5                | 0                | 6                    | 0                    |                |                | 0                                                      |                                                       |   |   |  |  |
| 29 mai–2 iun.                                           | Avangarde                                               | ± 2,8%                                                  | 28,6%            | -19,3%                     | 26,5%              | +4,3%              | 15,2%                         | +0,1%                         | 13,8%                 | +6%                   | 7,4%             | +4,4%            | 5,3%                 | +2,8%                | 3,2%           | +1,8%          |                                                        | 8,08%                                                 |   |   |  |  |
| 27–31 mai                                               | IRSOP                                                   | poziție                                                 | 1                | 0                          | 3                  | 1                  | 2                             | 1                             | 4                     | 0                     |                  |                  |                      |                      |                |                | 0,5                                                    |                                                       |   |   |  |  |
| 27–31 mai                                               | IRSOP                                                   | ± 3,3%                                                  | 43%              | -4,9%                      | 18%                | -4,2%              | 23%                           | +7,9%                         | 4%                    | -3,8%                 | N/A              | N/A              | N/A                  | N/A                  | 12%            | +5%            |                                                        | 5,36%                                                 |   |   |  |  |
| 23–28 mai                                               | Sociopol                                                | poziție                                                 | 1                | 0                          | 2                  | 0                  | 4                             | 1                             | 3                     | 1                     | 5                | 0                | 6                    | 0                    |                |                | 0,33                                                   |                                                       |   |   |  |  |
| 23–28 mai                                               | Sociopol                                                | ± 3,2%                                                  | 31%              | -16,9%                     | 26%                | +3,8%              | 15%                           | -0,1%                         | 16%                   | +8,2%                 | 7%               | +4%              | 3%                   | +0,5%                | 2%             | +0,6%          |                                                        | 7,41%                                                 |   |   |  |  |
| 15–19 mai                                               | ARA                                                     | poziție                                                 | 1                | 0                          | 2                  | 0                  | 3                             | 0                             | 4                     | 0                     | 5                | 0                |                      |                      |                |                | 0                                                      |                                                       |   |   |  |  |
| 15–19 mai                                               | ARA                                                     | ± 3%                                                    | 35%              | -12,9%                     | 29%                | +6,8%              | 20%                           | +4,9%                         | 12%                   | +4,2%                 | 3%               | 0%               | N/A                  | N/A                  | 1%             | -2,9%          |                                                        | 6,62%                                                 |   |   |  |  |
| 23–27 apr.                                              | INSCOP                                                  | poziție                                                 | 1                | 0                          | 3                  | 1                  | 2                             | 1                             | 4                     | 0                     | 5                | 0                |                      |                      |                |                | 0,4                                                    |                                                       |   |   |  |  |
| 23–27 apr.                                              | INSCOP                                                  | ± 2,14%                                                 | 38,5%            | -9,4%                      | 21,4%              | -0,8%              | 27,4%                         | +12,3%                        | 10,1%                 | +2,3%                 | 2,4%             | -0,6%            | N/A                  | N/A                  | 0,2%           | -3,8%          |                                                        | 6,59%                                                 |   |   |  |  |

## Transparența sondajelor
Textul acestei secțiuni a fost rescris conform politicilor Wikipedia.
 Așteptăm ca un administrator să înlăture etichetele.
Transparența în publicarea sondajelor de opinie este esențială pentru evaluarea corectă a calității și credibilității acestora. Conform recomandărilor internaționale și practicilor din domeniu, următoarele informații ar trebui să fie furnizate în mod obligatoriu: 

### Informații esențiale
- Universul cercetării: definirea clară a populației țintă a sondajului, cum ar fi „populația adultă cu drept de vot din România”, pentru a înțelege contextul și aplicabilitatea rezultatelor.
- Instituția care a realizat sondajul: identificarea clară a entității responsabile de colectarea și analiza datelor.
- Finanțatorul sondajului: indicarea sursei de finanțare, fie că este vorba despre un partid politic, o instituție media sau altă entitate.
- Perioada de desfășurare: specificarea exactă a intervalului de timp în care au fost colectate datele.
- Dimensiunea eșantionului și marja de eroare: numărul de respondenți și estimarea erorii statistice asociate.
- Metodologia utilizată: detalii despre modul de selecție a eșantionului, metoda de colectare a datelor (telefonic, online, față în față) și ponderarea răspunsurilor.

Aceste informații permit publicului și specialiștilor să evalueze rigurozitatea metodologică a sondajului și să înțeleagă contextul în care au fost obținute rezultatele.

### Informații suplimentare
Pentru o evaluare mai detaliată, se recomandă furnizarea următoarelor date:
- Formularea întrebărilor: prezentarea exactă a întrebărilor adresate respondenților.

- Distribuția geografică a eșantionului: repartizarea respondenților pe regiuni sau județe.
- Structura demografică a eșantionului: informații privind vârsta, genul, nivelul de educație și ocupația participanților.
- Rata de răspuns: procentul persoanelor contactate care au acceptat să participe la sondaj.

Publicarea acestor informații contribuie la creșterea transparenței și la consolidarea încrederii în rezultatele sondajelor de opinie.